# Exoncotis
Exoncotis is een geslacht van vlinders van de familie echte motten (Tineidae), uit de onderfamilie Acrolophinae.

## Soorten
- E. gemistis (Meyrick, 1909)
- E. resona Meyrick, 1929
- E. umbraticella (Busck, 1914)